# Kasteel van Amsterdam
Het Kasteel van Amsterdam (ook wel: Kasteel aan de Amstel of Kasteel van de Heren van Amstel) stond in de Nederlandse stad Amsterdam, provincie Noord-Holland. Het kasteel is tussen 1280 en 1290 gebouwd door vermoedelijk graaf Floris V en is in 1304 weer afgebroken. De fundamenten zijn in 1994 teruggevonden en worden beschouwd als het oudste bouwwerk van Amsterdam.

## Opgravingen
In 1994 zijn de fundamenten van het kasteel aangetroffen tijdens opgravingen aan de Nieuwezijds Kolk. Wegens geplande nieuwbouw kreeg de gemeentelijke afdeling Archeologie de kans het werkgebied te onderzoeken. Er werd een muur van kloostermoppen ontdekt, ondersteund door eikenhouten funderingsbalken.
Twee jaar later kon nieuw onderzoek worden verricht op een nabijgelegen locatie waarbij opnieuw restanten van het slot werden gevonden. Latere opgravingen, waaronder in 2002, en grondradaronderzoek maakten het beeld van het kasteel completer, maar over de bouwdatum en de mogelijke bouwheer is sinds de eerste vondsten veel discussie gevoerd.

## Bouwdatum en opdrachtgever
Na de vondst in 1994 werd de bouwdatum van het kasteel aanvankelijk gesteld op het eerste kwart van de 13e eeuw. Het zou gaan om een kasteel van de familie Van Amstel, destijds een machtsfactor in Amstelland. Deze familie bezat in Ouderkerk aan de Amstel een eigen kasteel, maar dat werd in 1204 verwoest. Dit zou voor de Van Amstels de aanleiding zijn geweest om te verhuizen naar het even verderop gelegen Amsterdam en daar een nieuw kasteel te bouwen. Hoewel het kasteel niet in eigentijdse documenten wordt genoemd, schreven latere auteurs dat er in Amsterdam een kasteel had gestaan dat toebehoorde aan de heren Van Amstel. Een vondst van kloostermoppen in 1564 bevestigde deze gedachte.

### Bouwdatum eind 13e eeuw
Dendrochronologisch onderzoek gaf aan dat de eikenhouten balken uit de tweede helft van de 13e eeuw afkomstig waren. Dat maakt een bouw van begin 13e eeuw dus onwaarschijnlijk. Ook de vrijwel rechthoekige vorm van het kasteel past beter bij een latere datering: vóór 1250 hadden kastelen vooral een ronde vorm, ná 1250 kwam de vierkante burcht in zwang. Tot slot zou de graaf van Holland niet zomaar toestemming hebben gegeven aan de Van Amstels om een dergelijk kasteel te bouwen. Datzelfde geldt voor Jan Persijn van Velsen, heer van Amsterdam van 1280 tot 1282: ook hij zal geen grafelijke toestemming hebben verkregen voor de bouw van zo'n stevig bouwwerk.

### Floris V of toch Gijsbrecht van Amstel?
Het is aannemelijk dat het kasteel tussen 1280 en 1290 is gebouwd door graaf Floris V. Hij voerde jarenlang strijd met de heren Van Amstel en wist uiteindelijk hun positie met succes te ondermijnen. Via Jan Persijn van Velsen kreeg hij in 1282 ook Amsterdam in zijn macht. Het kasteel zal dan door Floris V zijn gebouwd als middel om het Amstelland onder controle te houden.
Overigens kan een bouwperiode tussen 1285 en 1290 betekenen dat alsnog Gijsbrecht van Amstel de bouwheer was. Gijsbrecht en Floris hadden zich in 1285 met elkaar verzoend en Gijsbrecht trad zelfs op als plaatsvervanger van de graaf. Mogelijk mocht Gijsbrecht van Amstel dus ook het kasteel in Amsterdam bouwen. Voor deze stelling pleit dat de contemporaine auteur Melis Stoke nergens melding maakt van een door Floris gebouwd kasteel in Amsterdam, terwijl hij wel alle andere door Floris gestichte kastelen benoemt.

## Einde van het kasteel
In 1304 bezette Jan van Amstel de stad Amsterdam en begon met het versterken van de ommuring. Hij werd echter al snel verdreven door de medestanders van graaf Willem III. Op 22 mei van dat jaar strafte de graaf de stad vanwege hun hulp aan Jan van Amstel: de stadsrechten werden ingetrokken en de vestingwerken moesten worden ontmanteld. Hierbij is ook het kasteel afgebroken.
De graaf van Holland verkocht de grond in 1333 en op het voormalige kasteelterrein werden woningen gebouwd.

## Beschrijving
Het kasteel was ongeveer 20 bij 25 meter groot en had een vijfhoekige buitenmuur met flanktorens en drie hoektorens. Aan de zuidoostzijde was de toegang. Aan de noordzijde bevond zich vermoedelijk de woontoren.
In hoeverre er bebouwing aan de binnenzijde van de ommuring stond is nog niet uit onderzoek naar voren gekomen.
Adrichem · Aelbrechtsberg · Akersloot · Amstel · Amsterdam · Assendelft · Assumburg · Banjaert · Beeckestijn · Berkenrode · Boekel · Bollenhofstede · Ten Bosch · Brederode · Caprera · Ter Coulster · Cranenbroek · Dampegeest · Eenigenburch · Egmond · Heemstede · Hilversum · Ilpenstein · Jan Aernts woninge van Bennebroek · Keggenrode · Ter Kleef · Kostverloren · Kronenburg · Marquette · Merestein · Middelburg · Muiderslot · Nederhorst · Nieuwburg · Nuwendoorn · Oud Haerlem · De Park · Poelenburg · Purmersteijn · Radboud · Huis te Ramp · Reewijk/Rietwijk · Rolland · Ruysdael · Schagen · Huis te Schoten · Sparenwoude · Te Spijk · Swanenburch · Sypesteyn · Tetrode · Teylingerbosch · Torenburg · Velsen · De Vlotter · Vogelenzang · Ter Wijc · Wijdenes · Ypestein · Te Zaanen